# كارستن ولترز
كارستن ولترز (بالألمانية: Carsten Wolters)‏ (25 يوليو 1969 - ) هو لاعب كرة قدم ألماني في مركز الظهير. لعب مع بوروسيا دورتموند وفاتنشايد 09 ونادي دويسبورغ وأم أس في دويسبورغ II ‏ و.

## وصلات خارجية
- كارستن ولترز على موقع قاعدة بيانات كرة القدم.إي يو (الإنجليزية)
- كارستن ولترز على موقع بيانات كرة القدم. دي إي (الألمانية)
- كارستن ولترز على موقع عالم كرة القدم.نت (الإنجليزية)